# Caligula (musikalbum)
Caligula är ett album av Hästpojken, utgivet 30 januari 2008 på skivbolaget Roxy Recordings. Det är bandets debutalbum och nådde som högst 15:e plats på den svenska albumlistan.

## Låtlista
| Nr  | Namn                            |
| --- | ------------------------------- |
| 1   | Caligula                        |
| 2.  | Cancerkropp                     |
| 3.  | Shane MacGowan                  |
| 4.  | Vänta Med Att Tänka             |
| 5.  | Här Har Du Ditt Liv             |
| 6.  | Eklandagatan                    |
| 7.  | Börja Leva                      |
| 8.  | Det Var Jag Som Slutade Lycklig |
| 9.  | Cyklar och Knark                |
| 10. | Jag Kan Inte Andas              |
| 11. | Lena 60                         |
| 12. | Utan Personlig Insats           |

## Singlar
Följande låtar från albumet släpptes som singlar
- Shane MacGowan - 2007
- Caligula - 2008
- Här har du ditt liv - 2008

## Listplaceringar
| Lista (2008) | Topplacering |
| ------------ | ------------ |
| Sverige      | 15           |